# Guillem Clua
Pour les articles homonymes, voir Clua.
Guillem Clua, né à Barcelone en 1973, est un dramaturge, scénariste et journaliste espagnol, auteur notamment de la série télévisée Smiley, de Netflix, adaptation de sa pièce de théâtre à succès jouée par Albert Triola Graupera et Ramon Pujol.

## Biographie
Guillem Clua est diplômé de l'Université autonome de Barcelone (UAB). 
Il collabore avec TV3, Avui et La Vanguardia.

## Filmographie (scénario)
- 2009 : 90-60-90, diario secreto de una adolescente

## Récompenses
En 2020, Guillem Clua reçoit le Prix national de littérature dramatique. 